# Plumboagardita
La plumboagardita es un mineral recientemente descubierto que cristaliza en el sistema hexagonal. Sus propiedades son similares a las de la agardita, de ahí su nombre (plumbo, por su contenido en plomo). Pertenece a la clase de los arseniatos. Fue descubierta en la mina Aitern sur, Selva Negra, Alemania.

## Composición química
Es un arseniato básico hidratado de cobre, plomo y tierras raras, siendo las proporciones de estas últimas muy variables. Su análisis químico indica la siguiente composición:
- PbO (8.99 %)
- La2O3 (1.91 %)
- Nd2O3 (1.17 %)
- Ce2O3 (0.96 %)
- Sm2O3 (0.20 %)
- Pr2O3 (0.19 %)
- Gd2O3 (0.17 %)
- Dy2O3 (0.10 %)
- Y2O3 (0.96 %)
- CaO (1.44 %)
- CuO (40.49 %)
- Fe2O3 (1.54 %)
- As2O5 (29.74 %)
- P2O5 (0.30 %)
- SiO2 (1.46 %)
- H2O (10.38 %)